# 朱延寿
朱延寿（870年—903年），晚唐大军阀淮南节度使杨行密部将和内弟。他参与杨行密的众多军事行动，官至奉国军节度使（虽然未实际控制）。天复三年（903年），他因杨行密曾侮辱他而愤怒，图谋和杨行密的附庸宁国军节度使田頵和润州团练使安仁义一起反叛。杨行密得知，骗其妻、朱延寿的姐姐朱夫人告诉朱延寿，杨行密将把淮南托付给他。朱延寿到淮南军部扬州后，杨行密诛杀之。

## 家世
朱延寿生于唐懿宗咸通十一年（870年），庐州舒城人氏。在众兄弟中，他是第三子，且另有弟弟。他至少有一个姐姐，嫁给了淮南军官杨行密。美姿容。

## 效力杨行密
朱延寿未及弱冠，即效力杨行密。在杨行密对竞争者秦彦、毕师铎、赵锽、孙儒作战并最终统治淮南的军事行动中，朱延寿功居多。朱延寿的行动第一次有具体记载是在大顺二年（891年）四月，当时控制扬州的孙儒要攻打正在宣州的杨行密，杨行密派朱延寿和刘威率军三万去黄池迎战，但朱、刘为孙儒所败。五月，孙儒军为大水所阻，撤退。
景福元年（892年）二月，孙儒再攻杨行密于宣州，但六月兵败被杀，使得杨行密最终接管淮南。杨行密让朱延寿在扬州自己帐下，授以干城之任，朱延寿养成了好杀之名。扬州多有盗匪，杨行密却想表现得宽大，抓到盗匪后就释放他们且允许他们带走所盗取的东西，对他们说：“别让朱延寿知道。”却秘密告知朱延寿，朱延寿将他们捕杀。
乾宁元年（894年）三月，武昌军节度使杜洪下属黄州刺史吴讨投降杨行密。五月，杜洪围黄州。杨行密派时任行营都指挥使朱延寿助吴讨。杜洪退兵，朱延寿略地蕲阳。六月，杜洪下属蕲州刺史冯敬章截击朱延寿，朱延寿围蕲州，不能克。但十二月，杨行密军还是守住了黄州。
乾宁二年（895年）三月，杨行密因寿州新故刺史江彦温早先投降自己的敌人宣武军节度使朱全忠而攻寿州。此次围城最初不克，四月，杨行密准备撤军，朱延寿请求再攻一次，成功破城，生擒江彦温之子和继任刺史江从勖。杨行密表朱延寿为淮南节度副使、寿州刺史，权知寿州团练使。朱延寿辟先锋马军指挥使柴再用为衙将。后来宣武军数万士卒反攻，朱延寿只有数千人，派黑云队长李厚率二百五十骑击敌，不胜，朱延寿想斩了他，但李厚和时已迁都押牙的柴再用请求增兵再战，于是朱延寿同意给李厚增兵一百二十五骑再战。在柴再用和朱延寿亲自帮助下，李厚死战，宣武军乱，败走。
乾宁三年（896年）五月，朱延寿突袭再围蕲州。时冯敬章牙将贾公铎因打猎被阻拦在城外，伏兵林中，选士兵二人穿着羊皮趁夜混在朱延寿所掠羊群中入城，约定夜半开门举火为号，再披着羊皮回来复命。贾公铎如期引兵去南门，见门内举火，力战突围入城。朱延寿闻讯惊道：“我怕他溃围而出，现在反而溃围而入，这样城怎么平定？”杨行密下令召军中与贾公铎有旧的人持誓书、金币与其讲和，令朱延寿与贾公铎约为婚姻，时任寿州团练副使柴再用请缨说降贾公铎，和贾分析利害，贾、冯皆降。朱延寿将妹妹嫁给贾公铎的儿子贾匡浩。朱延寿进取光州，杀刺史刘存。以功迁团练使。
乾宁四年（897年）十一月，朱全忠对淮南发起大举进攻，让武宁留后庞师古直趋扬州，泰宁留后葛从周攻寿州。葛从周屯于寿州西北，被朱延寿击破，杨行密和朱瑾败杀庞师古于清口后，退屯濠州的葛从周闻讯撤军，杨行密、朱瑾、朱延寿乘胜追之直到渒河，葛从周正渡河到一半，淮南军合击之，杀溺殆尽，葛从周本人逃脱。
天复元年（901年），唐昭宗被以韩全诲为首的当权宦官劫持到凤翔，首相崔胤鼓励朱全忠攻凤翔夺回皇帝。天复二年（902年），朱全忠正在围攻凤翔，昭宗下诏封杨行密为东面行营都统、中书令、吴王，命他讨伐朱全忠；听闻朱延寿有武干，还遣江、淮宣谕使李俨间道赍诏授朱延寿奉国军节度使，命他围攻奉国军传统意义上的军部蔡州以分朱全忠之势，但后来朱全忠解凤翔围，朱延寿并未占领蔡州。
朱全忠的军队每次前来，朱延寿都开城门不设防，朱全忠军不敢相逼。朱延寿用法严，喜欢在战场上以少敌多。一次他派二百人持大剑迎战宣武军，有一个被安排留下的士兵请求前去与宣武军作战，朱延寿称他违命而将他处决。他令出必行。每次有败还者，朱延寿都将他们处死。性疏财，得到赏赐都分给将士。

## 身亡
因姐夫杨行密屡次取乐于自己，朱延寿对杨行密的愤恨逐年增加，又厌恶杨行密不臣。淮南刚定，杨行密想休养生息，朱延寿与杨行密的另两个附庸宁国军节度使田頵和润州团练使安仁义都猛悍难制，朱延寿因与朱全忠同姓，秘密交通，杨行密也想除掉他们。田頵、安仁义于天复三年八月反叛杨行密，意欲归顺唐朝廷、分地而治，田頵派使者去朱延寿处请他加入。田頵最初的使者被杨行密部将尚公廼截杀，书信被截获，但最终田頵使者杜荀鹤到寿州说服朱延寿加入叛乱。朱延寿认可田頵所为，对他表态：“你有所为，我愿意执鞭。”田頵也派使者至宣武军军部汴州告诉朱全忠，朱全忠大喜，遣兵屯宿州以为声援。
但朱延寿卷入其中一事很快被杨行密得知。都知兵马使徐温用谋士严可求计，教杨行密在朱延寿派来的使者及朱夫人面前装作瞎了。杨行密对朱夫人说：“我不幸失明，儿子们都年幼，军府的事我都将授权给他们的三舅（即朱延寿）。”杨行密派辩士为使者召朱延寿来扬州，朱延寿疑虑不肯前往。朱夫人又派婢女告知朱延寿，朱延寿信以为真。杨行密派使者召朱延寿来扬州，朱延寿不顾妻王氏的建议，决定前往。但王氏说服他每天派一个使者回报她，这样她能确认他还安全。
杨行密让徐温为朱延寿到来做准备。九月，朱延寿倍道飞骑到扬州后入谒，杨行密恐其察觉，伏兵，坐在中堂，以家人礼相见。朱延寿颇有得色，正设拜时，杨行密睁眼说：“数年不见舅，今日果然看到了。”朱延寿惶骇。杨行密奋袖中铁槌击中其首，朱延寿犹然宛转号叫，很久才死。杨行密即时升堂，召将吏等说：“吾之所以称两目失明，是为了朱三。此贼现已被击杀，我两目无事了，诸公知道了吗！”于是军府大骇，其僕妾曾仗着其“失明”而无礼的都自杀。朱延寿部下惊慌，徐温安抚他们，他们都听从徐温了。杨行密杀死朱延寿的兄弟们，休弃朱夫人。朱瑾入贺，杨行密说：“那两个大贼不足忧，只忧这个小贼，现在没事了。”时朱延寿有部曲逃归，王氏也因有一天没看到使者，知道有变，就将兵器分发给僮仆。扬州士兵来拘捕她和其余家人时，她还守了府邸一阵。她收聚财宝，出私财施舍百姓，火焚府邸，稽首上告：“我不会让我的皎然之躯为仇人所辱。”投火自杀。
子朱匡业，当时还年幼。杨行密念朱延寿前功，待朱匡业年长，予以官职。南唐建立后，列于环卫，复官爵。后主年间，官至神武统军，加中书令。
先前在杨行密入扬州（887年）时，被录为偏将的马珣就与朱延寿友好。马珣死后，朱延寿抚养其二子，给他们取字。朱延寿败亡后，杨行密收养马珣二子。
朱延寿部下衙内副指挥使崔太初累从其征讨，在田、安举事时曾劝谏朱延寿，杨行密嘉其意，迁衙内都指挥使。

## 轶闻
朱延寿曾在浴室窥见牖外有两人，青面红发，手执公牒二函，一人说：“我受命来取。”另一人说：“我也受命来取。”一会儿就都不见了。就在这年，朱延寿被杀。

## 评价
- 《新唐书》赞曰：如（高）仁厚、田（頵）、朱（延寿），材不足为吴、蜀之老，可与事天子哉！